# Алі Ербек
Алі Ербек (тур. Ali Erbek, 1917, Сімав, Кютах'я — 16 березня 1997) — турецький політик.

## Життєпис
Випускник середньої школи. Працював у ряді організацій в Сімаві. Депутат Великих національних зборів Туреччини 1 (XII) і 3 (XIV) скликання. Одружений, батько чотирьох дітей.